# 鑽石岩海戰
钻石岩海战（英语：Battle of Diamond Rock）发生1805年5月31日至6月2日，属于第三次反法同盟战役的一部分。此次战役是由朱利安·科斯马奥上尉率领的法兰西-西班牙联军企图从英军手中夺回一年多被其占领的法兰西堡海湾入口处的钻石岩。
马提尼克的法国人最初无法将英国守军从这块具有战略意义的岩石上驱逐，而英国驻军通过控制这块岩石则能够控制通往法兰西堡的海上，并用他们放置在悬崖上的火炮对入港的船只开火。5月，一支庞大的法兰西-西班牙联合舰队的到来改变了战略形势。法军指挥官皮埃尔-夏尔·维尔纳夫得到了攻击英国在加勒比地区领地的命令，但由于这项命令的具体内容模糊不清，维尔纳夫选择在马提尼克等待更明确的指示。他最终被说服授权对英军在钻石岩阵地发起进攻，并派出一支法国-西班牙区舰队来袭击岩石。英国守军在断水的情况下在山顶上坚持了数日，而忘记携带梯子的法国人在进攻岩石的时候几乎没有取得进展。
由于缺乏水和弹药，英国人在数日的炮火下最终通过谈判交出了这块岩石。由于钻石岩在法律上被认为是皇家海军的一艘舰艇，并且驻岩指挥官在法律上是它的“船长”，因此在被遣返后，英军指挥官接受了军事法庭的审判（根据法律规定，在任何情况下，船长一旦失去了他的船，无论原因，都将被审判），英军指挥官最终无罪释放。

## 背景

### 钻石岩阵地
英军在1804年1月对钻石岩阵地进行了加固。此时附近还有一支英国舰队活跃在西印度群岛，目的是保护英国船只免受法国私掠者从法国保留在加勒比海的两个主要海军基地瓜德罗普和马提尼克发起的攻击。私掠者此前抢夺了许多有价值的货物，并正在转移英国军舰以保护商船队。英军指挥官决定封锁马提尼克，从而限制私掠船并拦截运往法国领地的战利品。在该岛南端的海湾巡逻时，马提尼克的两个主要港口之一法兰西堡就位于该海湾，英军指挥官发现，如果钻石岩被英军占领，那么英军就可以有效地控制接近西侧港口的船只，因为岛屿周围的水流意味着所有船只都要在钻石岩的视线范围内经过。

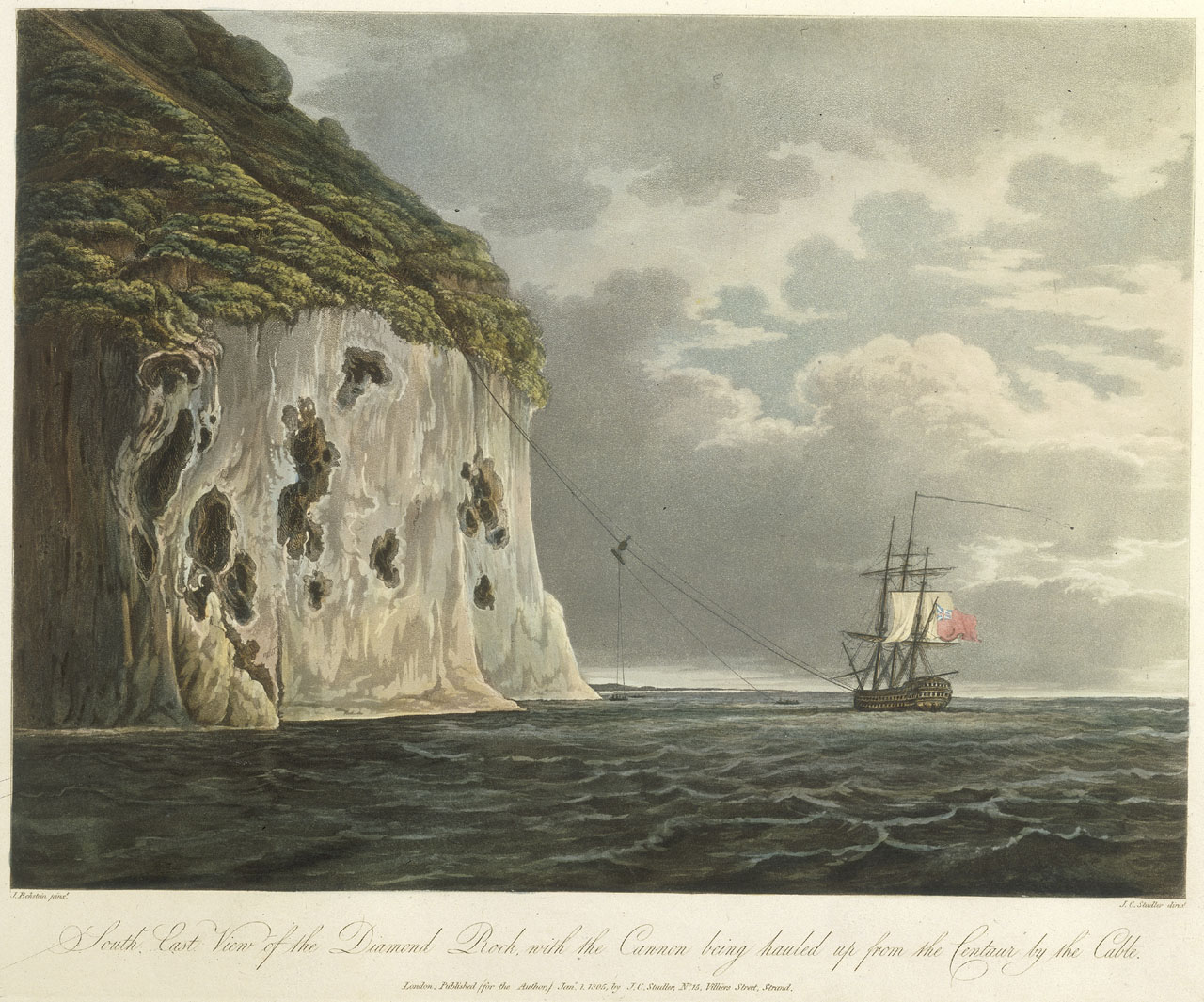
一门大炮被拖到岩石的顶端

英军指挥官侦察了钻石岩并认为它具有极好的防御能力，唯一可能的着陆点位于西侧。他写道，“三十名步兵守在这座山上可以对抗一万人……这是一个完美的海军据点。”1804年1月7日，一队英军士兵在詹姆斯·威尔克斯·莫里斯中尉的指挥下登陆。他们迅速用24磅火炮加固了阵地，并在岩石底部的一个洞穴中建立了锻造和工匠作坊。在固定好梯子和绳索以攀爬岩石的陡峭侧面后，他们能够进入山顶并开始在一些小洞穴中建立营地。洞中的蝙蝠被燃烧的干草捆赶走，这样士兵就可以通过在岩石顶部爆破来清理空间以安装火炮。2月，英军又将两门24磅火炮安装在海平面附近的一个洞穴中，另一门24磅火炮安装在岩石中部，两门18磅火炮安装在顶部的炮台中。除此之外，英军还有多艘舰艇，用于拦截敌舰。

### 法军的反应
尽管在建立防御工事的过程中，英军的补给船容易受到法国炮艇的攻击，但法军没有采取任何行动。马提尼克总督路易·托马斯·德朱伊斯（Louis Thomas de Joyeuse）下令开始修建一条通往岩石对面海岸的道路，并在那里建立一个炮台，但英国人预先警告了岛上的支持英军的黑人。在一次对法军工程队的袭击中，英军派出一队人上岸，成功抓获了派来建造炮台的工程师和他的三名手下。在英国对该地区的进一步袭击后，修建炮台的工作被放弃了。

### 皇家海军钻石堡号
到2月初，英军的火炮已经安装完成并进行了测试。18磅火炮能够完全控制岩石和岛屿之间的通道，并迫使船只离开航道。风和水流意味着这些船只无法进入海湾。随着工作在2月7日完成，英军指挥官写信给海军部，宣布这块岩石已经成为英国皇家海军的一艘小型风帆战船，命名为钻石堡。莫里斯中尉被任命为钻石堡号的指挥官。钻石岩在英国人眼里是一艘被俘的敌舰，并且在技术上被视为驻扎在那里的一艘船。钻石岩上的炮台也被命名，山顶上的两个18磅火炮被称为“钻石堡”或“钻石炮台”，而半山的24磅火炮被称为“胡德炮台”（以该地的英军舰队指挥官命名）。

## 岩石上的生活
岩石上有一支大约100人的英军小队，其中包括一艘英国军舰上的军官编制，包括一名外科医生、事务长和一名负责补给船的中尉。英军在岛上建立了一家医院，食物、火药和弹药通过补给船运到岩石上（有些补给是从马提尼克的居民那里购买的）。英军还必须从岛上取水，并建造了大型蓄水池来储存水。岩石上的人冒着从高处坠落或被栖息在岩石上的毒蛇咬伤的危险。

## 战斗

### 法军的第一次进攻
随着英国人在钻石岩的阵地逐渐稳固，保护岛屿的两艘战舰离开的该地，法军此时看到了进攻的机会。在夜晚，法军派出了四船的士兵，尽管在那里划船的水手们对战事极为悲观。当他们到达岩石时已经筋疲力尽，负责攻击的法军无法抵抗强大水流的拉力，被卷入大海。最终幸存的士兵得以返回马提尼克岛，而英国人在几天后才得知这一袭击。如果法国人在白天发动攻击，英国人很容易击沉法国船只。因失败而灰心丧气的法国人不再试图从岛上袭击钻石岩。此后，莫里斯和他的手下将时间花在了袭击马提尼克海岸的船只和阻止贸易上。

### 维尔纳夫接管法军
1805年5月14日，也就是英国人占领该岛17个月后，一支庞大的法国舰队抵达法兰西堡，与英国人在钻石岩短暂交火。这只舰队由皮埃尔-夏尔·维尔纳夫指挥，并在接下来的几天里加入了费德里科·格拉维纳率领的西班牙船只。5月16日，当西班牙船只接近时，英国人升起了法国国旗，引诱西班牙船只从附近经过。当西班牙船只路过时，英军升起了英国国旗，并向西班牙船只开火，让西班牙人措手不及（在那个时代，悬挂假国旗被认为是完全合法的，而且是一种传统的战术）。在这之后不久，英军发现原本可以储存一个月水的主蓄水池发生了破裂，火炮击发产生的震动使漏水情况变得更糟。饮用水只剩下两周的补给，但由于法国-西班牙联合舰队开始封锁岩石，英军无法获得新的补给。
法国-西班牙的联合舰队有大量士兵，拿破仑原本打算用这支舰队来攻击加勒比地区的英国属地。然而，维尔纳夫觉得这项命令不够明确，并决定留在法兰西堡，等待奥诺雷·甘特乌姆率领的舰队前来增援，但他不知道的是，奥诺雷·甘特乌姆的舰队由于未能突破封锁，至今仍在布雷斯特。维尔纳夫在法兰西堡徘徊了两个星期，直到最后被维拉雷特·德·乔伊斯说服使用他的舰队攻占钻石岩，这是他过去17个月的眼中钉。维尔纳夫让朱利安·科斯马奥带领两艘战舰、一艘护卫舰、一艘纵帆船、11搜炮艇和3到400名士兵夺回钻石岩。

### 最后的攻击

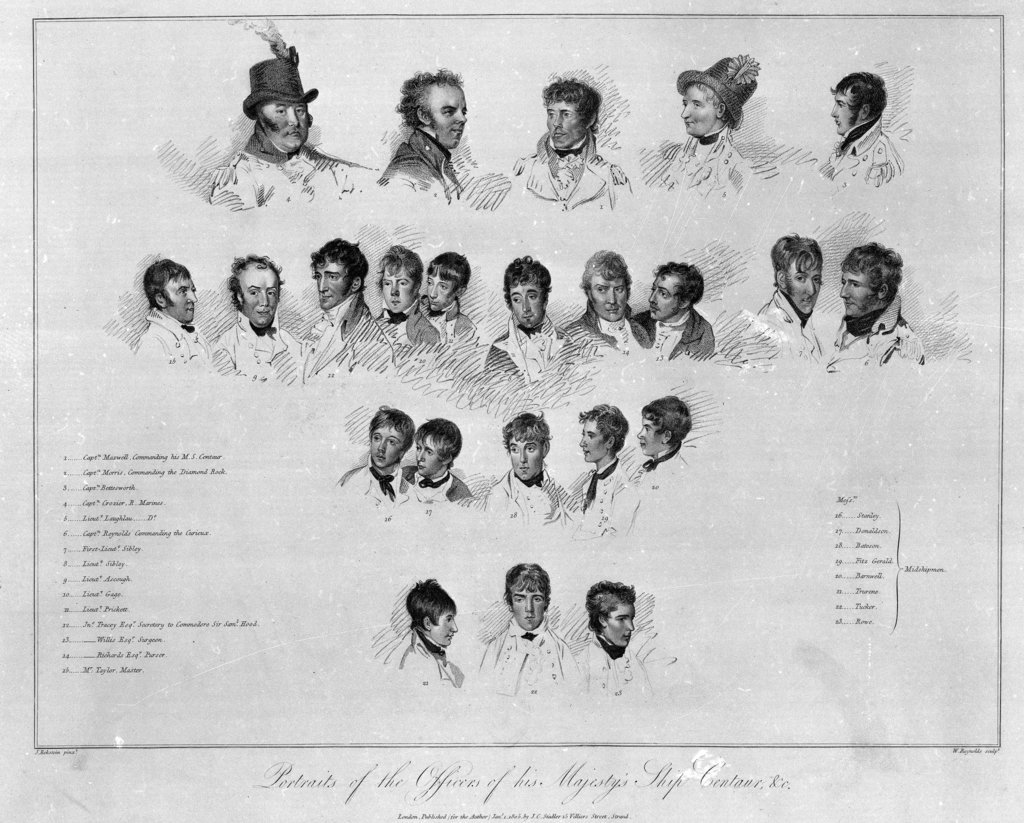
驻守在钻石岩上的英军

法军舰队于5月29日离开了港口，但直到5月31日才进入攻击位置。莫里斯中尉评估了法军的压倒性实力，并在决定无法守住较低的阶段后，将覆盖着陆阶段的火炮摧毁，并撤回了他的部队以保卫山顶的阵地。四艘西班牙炮艇参与了这次袭击，其中一艘西班牙炮艇率先在英军阵地的炮火下登陆。当步兵强行进入登陆阶段时，科斯马奥开始了猛烈的轰炸，他们这样做时失去了三艘炮艇和两艘满载士兵的划艇。然而，进攻部队却没有带上任何梯子，也无法袭击陡峭的岩石。进攻部队对岛上的英军展开围困。到6月2日，在弹药几乎耗尽，供水严重短缺的情况下，莫里斯与法军展开谈判。
当天下午四点钟，英军挂出停战旗帜，一名法国高级军官乘坐大篷车前往英军指挥部交涉。最终，莫里斯同意交出钻石岩，英军军官们得以保留他们的佩剑，而手下的士兵也将继续服从他们的命令。被俘的英军将被带到法兰西堡，并在假释后的第一时间内从那里被遣返回英国在附近的属地。英军在战斗中有两人阵亡，一人受伤。法军的伤亡人数更难判断，莫里斯估计法军损失了七十人，登陆部队的法国指挥官“仓促地计算”了五十人伤亡。除此之外，英国人还击沉了五艘船只，并在轰炸法国军舰期间可能造成更多伤亡。莫里斯和他的手下于6月6日早上离开岩石，登上了法军的舰艇。

## 结局
莫里斯于6月6日返回巴巴多斯，并在当天给霍雷肖·纳尔逊寄了一封信，纳尔逊最近刚刚抵达加勒比海寻找法军的舰队。
大人
很抱歉的告诉你，在我的指挥下，我们丢掉了钻石岩，来自法国的舰队有着人数和火力优势，在缺少弹药和饮用水的情况下，我们别无选择。在这次战斗中，我们有两人阵亡，一人受伤，我认为敌人在岸上最少留下了30具尸体，他们还损失了3艘炮艇和2艘划艇。
占领钻石岩和扣押15艘商船是法国-西班牙联合舰队在加勒比海取得的唯一战果。这块岩石此后一直在法国人手中，直到1809年马提尼克岛被英军占领。

## 脚注
1. ↑  Trafalgar Campaign （页面存档备份，存于）: The Atlantic and the West Indies Rickard, J. Military History Encyclopedia on the Web.
2. 1 2 3 4  Adkins. . : 128.
3. 1 2 3 4 5  Adkin. . : 51.
4. 1 2  Adkins. . : 126.
5. 1 2 3  Adkins. . : 127.
6. 1 2  Adkins. . : 129.
7. ↑  Adkins. . : 154–5.
8. 1 2 3  Adkins. . : 131.
9. ↑  Adkin. . : 49.
10. ↑  Henderson. . : 302.
11. 1 2  Adkins. . : 154.
12. ↑  Adkin. . : 45.
13. ↑  Terraine. . : 82.
14. ↑  Lavery. . : 94.
15. ↑  Miguel Agustin Principe. . : 319.
16. 1 2  Henderson. . : 303.
17. ↑  Adkins. . : 157.
18. ↑  Adkins. . : 327.